# Prix de Pomone
Groupe II
Le prix de Pomone est une course de groupe II se déroulant annuellement sur l'hippodrome de Deauville,,.

## Conditions de la course
La course est ouverte aux pouliches de trois ans et plus et se déroule sur la distance de 2500 mètres. Les chevaux de quatre ans et plus doivent porter une surcharge.

## Histoire
La course se dispute depuis 1920 et est baptisée d'après la nymphe romaine Pomone.
En 1920, l'épreuve a pour but d'être attractive internationalement et accueille alors des concurrents anglo-saxons. Il sert alors de pendant uniquement féminin au Grand Prix de Paris ouverts aux mâles et aux femelles.
Dans l'histoire, trois pouliches ont réalisé un doublé, Zalataia en 1983 et 1984, Bright Moon en 1993 et 1994 et La Pomme d'Amour en 2012 et 2013, toutes trois entrainées par André Fabre, qui cumule par ailleurs 14 victoires dans la course. 
En 2000, la reine d'Angleterre remporte l'épreuve avec Interlude. 

## Palmarès
| Année | Vainqueur         | Âge | Pays        | Père             | Jockey                | Entraîneur             | Propriétaire            | Temps   |
| ----- | ----------------- | --- | ----------- | ---------------- | --------------------- | ---------------------- | ----------------------- | ------- |
| 2021  | Raabihah          | 4   | France      | Sea the Stars    | Cristian Demuro       | Jean-Claude Rouget     | Shadwell Racing         | 2'43"46 |
| 2020  | Ebaiyra           | 3   | France      | Distorted Humor  | Christophe Soumillon  | Alain de Royer-Dupré   | Aga Khan IV             | 2:51.24 |
| 2019  | Dame Malliot      | 3   | Royaume-Uni | Champs Elysees   | Lanfranco Dettori     | Ed Vaughan             | Anthony Oppenheimer     | 2:46.23 |
| 2018  | Kitesurf          | 4   | France      | Dubawi           | Mickaël Barzalona     | André Fabre            | Godolphin               | 2:43.87 |
| 2017  | Bateel            | 5   | France      | Dubawi           | Pierre-Charles Boudot | Francis-Henri Graffard | Al Asayl Bloodstock Ltd | 2:39.54 |
| 2016  | Highlands Queen   | 3   | France      | Mount Nelson     | Stéphane Pasquier     | Yohann Gourraud        | Kerjean & Kumin         | 2:45.57 |
| 2015  | Baino Hope        | 4   | France      | Jeremy           | Christophe Soumillon  | Jean-Claude Rouget     | Ecurie I. M. Fares      | 2:43.00 |
| 2014  | Star Lahib        | 5   | Allemagne   | Cape Cross       | Umberto Rispoli       | Andreas Wohler         | Jaber Abdullah          | 2:50.13 |
| 2013  | La Pomme d'Amour  | 5   | France      | Peintre Célèbre  | Flavien Prat          | André Fabre            | Guy Reed                | 2:42.45 |
| 2012  | La Pomme d'Amour  | 4   | France      | Peintre Célèbre  | Maxime Guyon          | André Fabre            | Guy Reed                | 2:42.2  |
| 2011  | Sarah Lynx        | 4   | France      | Montjeu          | Christophe Soumillon  | John Hammond           | Amélie Ehrnrooth        | 2:53.7  |
| 2010  | Peinture Rare     | 4   | France      | Sadler's Wells   | Anthony Crastus       | Élie Lellouche         | Ecurie Wildenstein      | 2:53.1  |
| 2009  | Armure            | 4   | France      | Dalakhani        | Gérald Mossé          | Alain de Royer-Dupré   | Haras de Saint Pair     | 2:40.0  |
| 2008  | Avanti Polonia    | 4   | France      | Polish Precedent | Davy Bonilla          | Freddy Head            | Ingeborg von Schubert   | 2:47.1  |
| 2007  | Macleya           | 5   | France      | Winged Love      | Stéphane Pasquier     | André Fabre            | Richard C. Thompson     | 2:40.9  |
| 2006  | Freedonia         | 4   | France      | Selkirk          | Thierry Gillet        | John Hammond           | Famille Niarchos        | 2:39.2  |
| 2005  | Diamond Tango     | 4   | France      | Acatenango       | Christophe Soumillon  | André Fabre            | Aga Khan IV             | 2:46.3  |
| 2004  | Lune d'Or         | 3   | Royaume-Uni | Green Tune       | Thierry Jarnet        | Richard Gibson         | Madame Paul de Moussac  | 2:38.9  |
| 2003  | Vallée Enchantée  | 3   | France      | Peintre Célèbre  | Dominique Bœuf        | Élie Lellouche         | Ecurie Wildenstein      | 3:02.9  |
| 2002  | Bernimixa         | 3   | France      | Linamix          | Olivier Peslier       | André Fabre            | Jean-Luc Lagardère      | 3:02.8  |
| 2001  | Abitara           | 5   | Allemagne   | Rainbow Quest    | Thierry Jarnet        | Andreas Wohler         | Gestüt Ittlingen        | 3:06.0  |
| 2000  | Interlude         | 3   | Royaume-Uni | Sadler's Wells   | Thierry Jarnet        | Sir Michael Stoute     | Reine Elisabeth II      | 3:03.5  |
| 1999  | Bimbola           | 5   | France      | Bikala           | Thierry Gillet        | J. Bertran de Balanda  | Tullio Attias           | 2:56.3  |
| 1998  | Leggera           | 3   | Royaume-Uni | Sadler's Wells   | Olivier Doleuze       | John Dunlop            | Hildegard Focke         | 3:02.0  |
| 1997  | Whitewater Affair | 4   | Royaume-Uni | Machiavellian    | John Reid             | Michael Stoute         | John Greetham           | 3:03.6  |
| 1996  | Helen of Spain    | 4   | France      | Sadler's Wells   | Thierry Jarnet        | André Fabre            | Cheikh Mohammed         | 3:00.9  |
| 1995  | Sunrise Song      | 4   | France      | General Holme    | Gérald Mossé          | François Doumen        | Jean Percepied          | 2:59.4  |
| 1994  | Bright Moon       | 4   | France      | Alysheba         | Thierry Jarnet        | André Fabre            | Daniel Wildenstein      | 2:57.9  |
| 1993  | Bright Moon       | 3   | France      | Alysheba         | Thierry Jarnet        | André Fabre            | Daniel Wildenstein      | 2:58.0  |
| 1992  | Magic Night       | 4   | France      | Le Nain Jaune    | Alain Badel           | Philippe Demercastel   | Hideo Yokoyama          | 3:07.1  |
| 1991  | Patricia          | 3   | Royaume-Uni | Assert           | Steve Cauthen         | Henry Cecil            | Charles St George       | 3:04.9  |
| 1990  | Whitehaven        | 3   | France      | Top Ville        | Cash Asmussen         | André Fabre            | Cheikh Mohammed         | 3:05.7  |
| 1989  | Colorado Dancer   | 3   | France      | Shareef Dancer   | Cash Asmussen         | André Fabre            | Cheikh Mohammed         | 3:06.5  |
| 1988  | Light the Lights  | 3   | France      | Shirley Heights  | Freddy Head           | François Boutin        | Chryss Goulandris       | 3:01.0  |
| 1987  | River Memories    | 3   | France      | Riverman         | Alain Lequeux         | Robert Collet          | Alan Clore              | 3:02.6  |
| 1986  | Persona           | 4   | France      | Sanhedrin        | Alfred Gibert         | Pascal Bary            | Jean-Louis Bouchard     | 3:07.6  |
| 1985  | Galla Placidia    | 3   | France      | Crystal Palace   | Lester Piggott        | André Fabre            | William Kazan           | 3:12.6  |
| 1984  | Marie de Litz     | 4   | France      | Dictus           | Freddy Head           | Robert Collet          | Sultan Al Kabeer        | 3:01.3  |
| 1983  | Zalataia          | 4   | France      | Dictus           | Freddy Head           | André Fabre            | Francis Baral           | 3:04.0  |
| 1982  | Zalataia          | 3   | France      | Dictus           | Freddy Head           | André Fabre            | Francis Baral           |         |
| 1981  | April Run         | 3   | France      | Run the Gantlet  | Philippe Paquet       | François Boutin        | Diana Firestone         | 3:01.8  |
| 1980  | Gold River        | 3   | France      | Riverman         | Freddy Head           | Alec Head              | Jacques Wertheimer      | 3:00.8  |
| 1979  | Bolsa             | 4   | France      | Bold Lad         | Lequeux               | David Smaga            | H. Lazar                |         |